# La Femme en homme
Pour plus de détails, voir Fiche technique et Distribution.
La Femme en homme est un film français réalisé par Augusto Genina, sorti en 1932.
Il s'agit d'un remake du film L'ultimo lord (it) (1926) du même réalisateur.
Le film connaitra une autre version en 1945 sous le titre Il ventesimo duca (it), réalisé par Lucio De Caro.

## Fiche technique
- Titre : La Femme en homme
- Réalisation : Augusto Genina
- Scénario : Ugo Falena
- Photographie : Georges Périnal
- Musique : Armand Bernard et Jean Delannay
- Pays de production : France
- Format : Noir et blanc - 1,37:1 - son Mono
- Durée : 95 minutes (1 h 35)[1]
- Genre : comédie
- Date de sortie : 11 mars 1932

## Distribution
- Carmen Boni : Claude
- Armand Bernard : Mr Gray
- André Dubosc : Le duc de Bressy
- Françoise Rosay : Princesse Marie
- Alex Bernard
- Pedro Elviro
- Victor Vina